# Pyrinia brasaria
Pyrinia brasaria är en fjärilsart som beskrevs av Walker 1860. Pyrinia brasaria ingår i släktet Pyrinia och familjen mätare. Inga underarter finns listade.